# Transports dans les Alpes-Maritimes
Les transports dans le département français des Alpes-Maritimes ont des caractéristiques très contrastées entre la bande littorale d'une vingtaine de kilomètres au sud et les régions de moyenne et haute montagne qui occupent les trois quarts de la surface du département.
L'urbanisation presque continue du littoral entre Cannes et Menton induit des besoins importants de déplacements suburbains le long de la côte, qui, cumulés avec les déplacements de longue distance (l'accès terrestre au département se faisant presque exclusivement en longeant la côte depuis le Var ou la Ligurie), expliquent la saturation des infrastructures autoroutière (autoroute A8) et ferroviaire (ligne de Marseille-Saint-Charles à Vintimille (frontière)) longeant la côte, en particulier pendant la saison estivale. Le relief et l'urbanisation expliquent qu'il a fallu établir de nombreux ouvrages d'art pour établir ces infrastructures, et que leur élargissement ou doublement serait difficile et coûteux. L'attrait touristique du département et son éloignement des principaux centres français et européens expliquent par ailleurs que les Alpes-Maritimes accueillent le premier aéroport français hors Île-de-France.
À l'opposé, le nord du département, très peu peuplé, ne possède aucune infrastructure importante de transport : les déplacements routiers y sont lents et parfois entravés l'hiver par la fermeture des cols, et les petites lignes ferroviaires de Nice à Digne et de Tende sont essentielles pour le désenclavement de certains villages.

## Transport routier

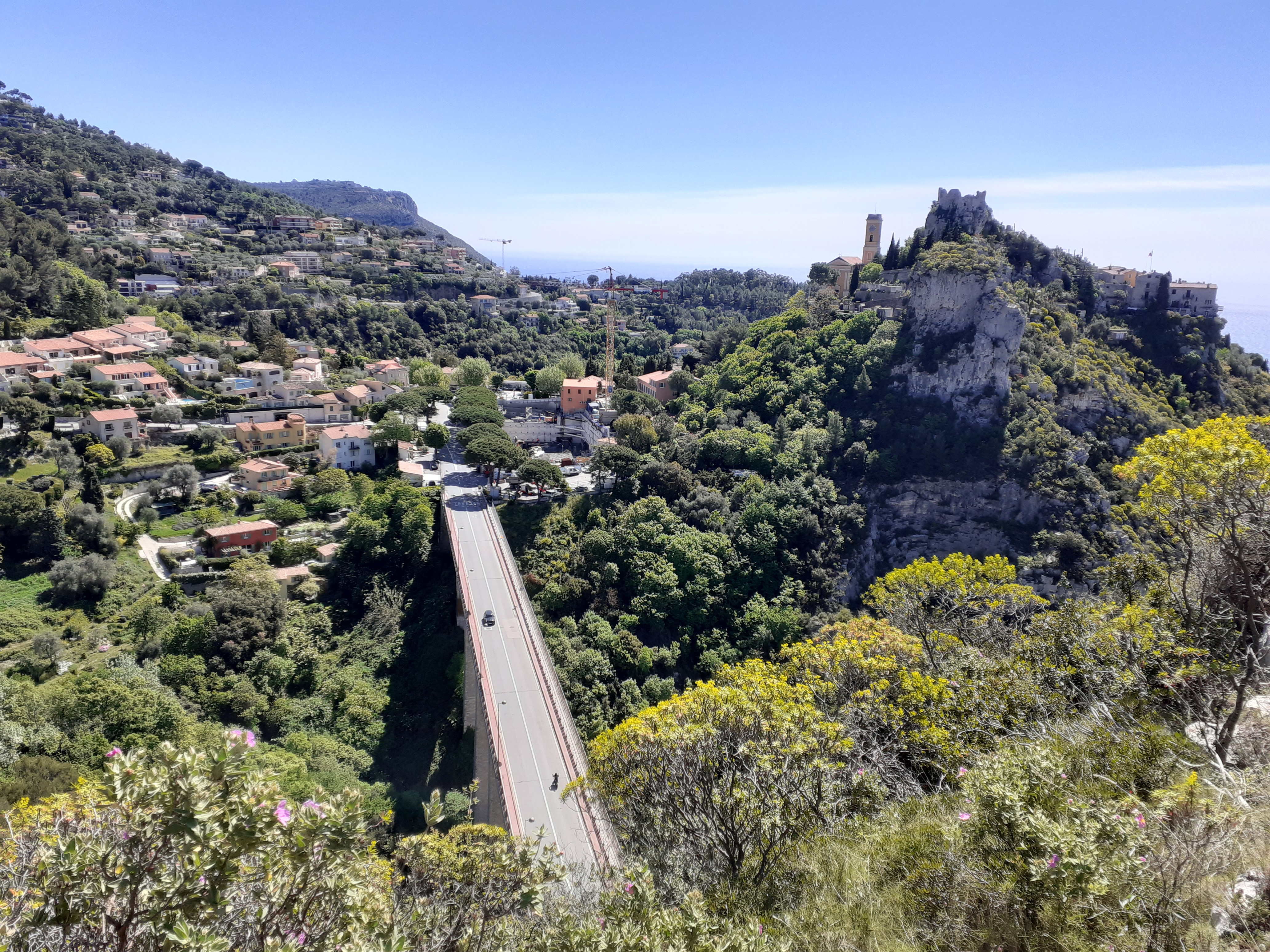
Le littoral entre Nice et Menton est longé par trois routes, dénommées les Trois Corniches, offrant des vues spectaculaires sur le paysage de la Côte d'Azur. Sur cette photo, la Moyenne Corniche au niveau d'Èze.

### Infrastructures routières
Le principal axe routier du département est l'autoroute A8, l'une des plus anciennes de France, qui longe le littoral. À 2x2, 2x3 ou 2x4 voies selon les tronçons, elle cumule un lourd trafic périurbain au sein de l'aire urbaine niçoise (Nice, Antibes, Cannes, Grasse, Menton…) et un important trafic national et international. Sa fréquentation approche les 150 000 véhicules/jour en 2019 au niveau de Nice, ce qui en fait la deuxième autoroute la plus fréquentée de France hors Île-de-France après l'autoroute A35 à Strasbourg. À l'est de Nice, le relief et l'urbanisation ont contraint à la construction de plusieurs tunnels. L'autoroute A500, antenne de l'A8 desservant Monaco, est elle-même presque entièrement en tunnel.
Si quelques routes importantes relient le littoral aux villes situées à 10 ou 15 kilomètres de la mer et sont en partie aménagées à 2x2 voies ou avec carrefours dénivelés (RD 6185 vers Grasse, RD 36 vers Vence, RM 6210BIS le long de la vallée du Var, RD 2204B vers Sospel…), la faiblesse démographique des Alpes du Sud et l'absence de liaison nationale importante traversant ce territoire expliquent que le réseau routier soit nettement moins développé dans le nord du département. La route nationale 85 et la route nationale 202, qui reliaient la Côte d'Azur aux Alpes-de-Haute-Provence, ont été déclassées en 2006.

### Transport collectif de voyageurs
Les Alpes-Maritimes sont desservies par le réseau régional de transport routier Zou !, qui compte une trentaine de lignes régulières dans le département. Certaines autorités organisatrices de la mobilité étant très étendues dans le département, de nombreuses liaisons de moyenne distance sont assurées par les réseaux urbains (voir ci-dessous la section « Transports en commun urbains et périurbains »).

## Transport ferroviaire

### Historique
L'actuelle ligne de Marseille-Saint-Charles à Vintimille (frontière) relie Marseille à Nice depuis 1864, quatre ans après l'annexion du comté de Nice à la France, mais il faudra attendre huit ans de plus pour que la jonction soit assurée avec les chemins de fer italiens en gare de Vintimille. L'axe principal de la Côte d'Azur, comme son antenne de Cannes-la-Bocca à Grasse ouverte en 1871, est concédé à la Compagnie des chemins de fer de Paris à Lyon et à la Méditerranée (PLM). Le réseau d'intérêt général du PLM ne s'étendra plus dans le département jusqu'au début du XXe siècle, quand le PLM construira, en collaboration avec les Ferrovie dello Stato italiens et au prix de la construction d'ouvrages d'art exceptionnels, les lignes de Coni à Vintimille et de Nice à Breil-sur-Roya (couramment qualifiées ensemble de ligne de Tende).
Les Alpes-Maritimes ont également été desservies par des chemins de fer à écartement métrique, moins coûteux. Le Sud-France, remplacé en 1925 par les Chemins de fer de Provence, ouvre entre 1890 et 1892 deux lignes classées d'intérêt général, le Central-Var de Nice à Grasse, Draguignan et Meyrargues, et la plus grande partie du Nice-Digne ; la première a été fermée après la Seconde Guerre mondiale, mais la seconde reste exploitée jusqu'à nos jours.

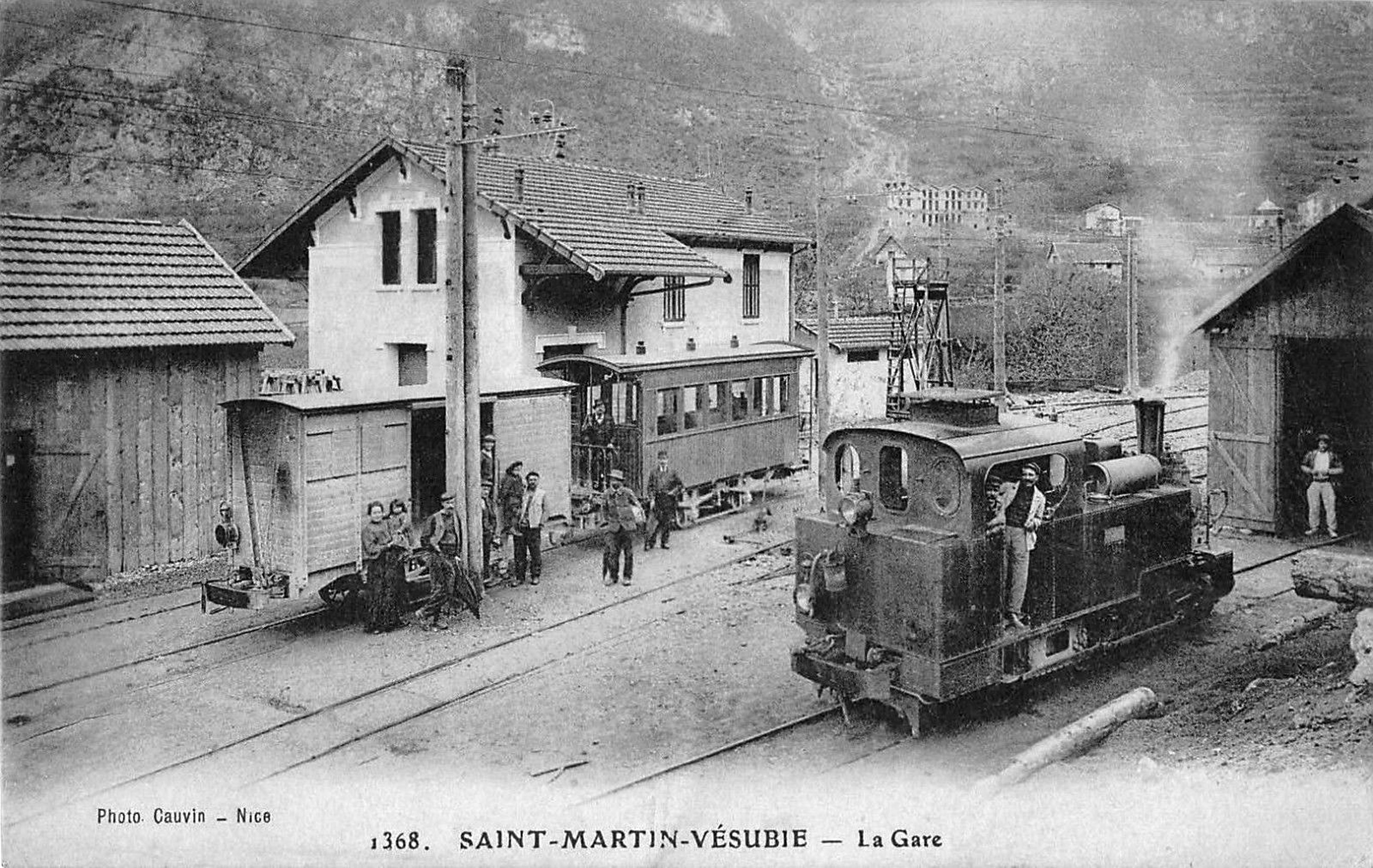
La gare de Saint-Martin-Vésubie, sur le réseau d'intérêt local des Tramways des Alpes-Maritimes, au début du XXe siècle.

Les autres lignes à écartement métrique du département étaient classées d’intérêt local. Les Tramways des Alpes-Maritimes (TAM) reliaient Saint-Martin-Vésubie au Var, Cagnes-sur-Mer à Grasse et au Bar-sur-Loup, Cagnes-sur-Mer à Vence, le Var à Saint-Sauveur-sur-Tinée et Roquestéron et le Pont- de Gueydan à Guillaumes ; leur existence fut brève, la première ligne ayant ouvert en 1911 et la dernière ayant fermé en 1932, certaines lignes ne restant ouvertes que cinq ans. Les Tramways de Nice et du Littoral (TNL) desservaient le littoral d'Antibes à Menton, mais donnaient également accès à certaines villes de l'arrière-pays comme Levens, Contes et Sospel ; ce réseau suburbain, créé à la fin des années 1900, disparut lui aussi dans les années 1930. Enfin, La Turbie était reliée de 1893 à 1932 à Monte-Carlo par un chemin de fer à crémaillère.
La ligne de Marseille-Saint-Charles à Vintimille (frontière), dont le trafic augmente grâce au développement démographique et touristique du département, est électrifiée en 1968-1969. Le département est desservi par le TGV depuis 1987 ; depuis 2001 et la mise en service de la LGV Méditerranée, Nice est à 5 h 30 de Paris, un temps de parcours qui reste trop élevé pour remplacer l'aérien sur cette liaison.
|                                             |
| Le réseau ferroviaire à son apogée en 1930. |

|                                     |
| Le réseau ferroviaire de nos jours. |

|                                                    |
| Carte animée de l’évolution du réseau ferroviaire. |

### Situation actuelle

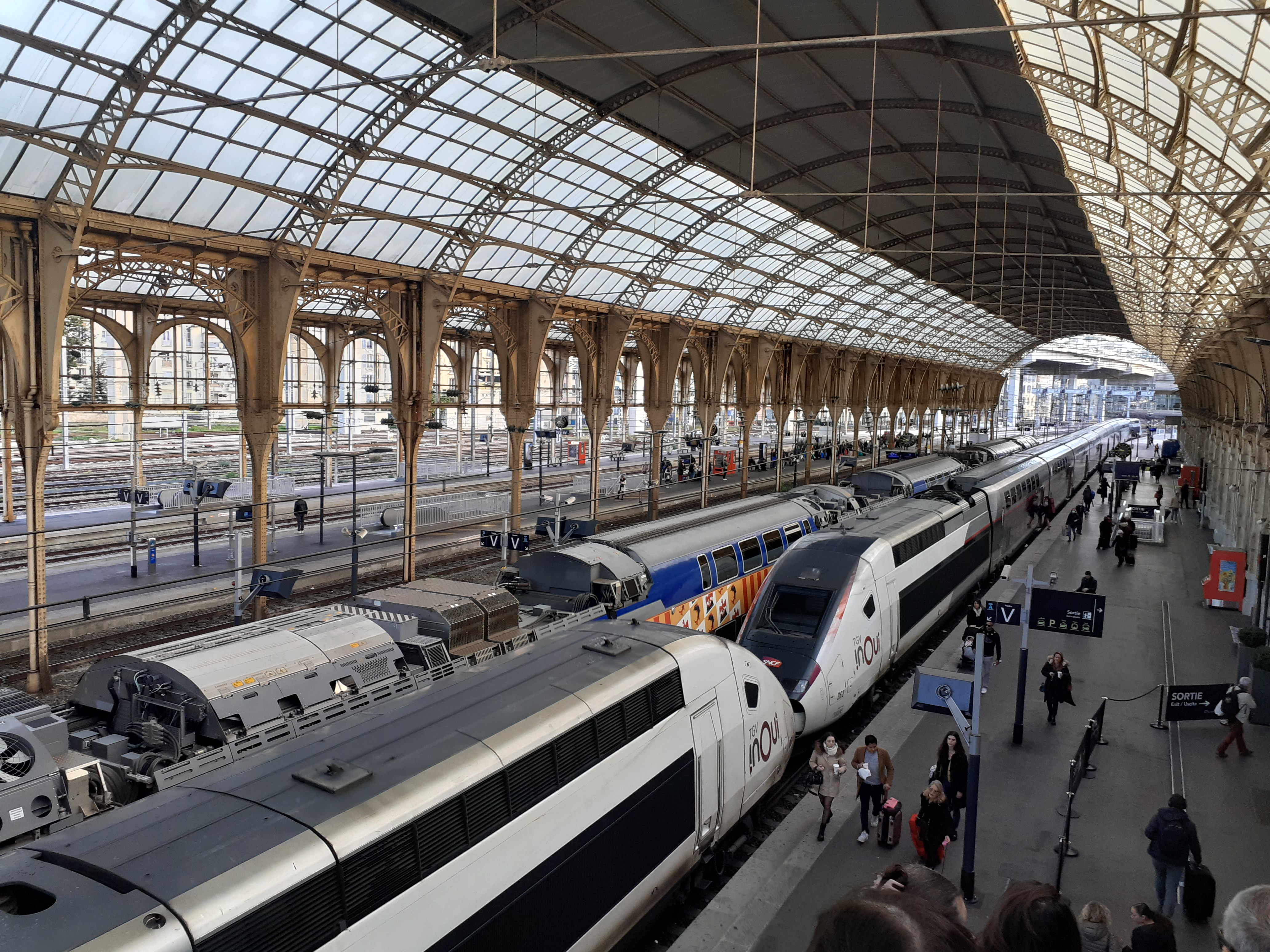
Des trains TGV inOui et TER Provence-Alpes-Côte d'Azur stationnées sous la grande halle voyageurs de la gare de Nice-Ville en 2022.

Les Alpes-Maritimes comptent pas moins de sept gares fréquentées par plus d'un million de voyageurs en 2019 — Nice-Ville, Cannes, Nice-Riquier, Antibes, Menton, Nice-Saint-Augustin et Cagnes-sur-Mer — soit plus de la moitié des gares millionnaires de Provence-Alpes-Côte d'Azur. Ces gares sont toutes situées le long de l'axe principal du département, la ligne de Marseille-Saint-Charles à Vintimille (frontière), ligne électrifiée à double voie (trois d'Antibes à Cagnes) cumulant l'essentiel du trafic suburbain et moyenne distance (TER Provence-Alpes-Côte d'Azur) et longue distance (TGV inOui et Ouigo) du département. Le tracé sinueux de cette ligne interdit les vitesses élevées : la vitesse autorisée ne dépasse en aucun point les 130 km/h entre Cannes et Nice et les 90 km/h entre Nice et Vintimille. Les temps de parcours importants qui en résultent, et la saturation de la ligne, sont à l'origine du projet de ligne nouvelle Provence Côte d'Azur.
Une partie du trafic suburbain de cette ligne provient de la petite ligne de Cannes-la-Bocca à Grasse, rouverte et électrifiée en 2005.
La ligne de Nice à Breil-sur-Roya et la ligne de Coni à Vintimille, qui forment ensemble la ligne de Tende, sont des lignes internationales mais d'intérêt essentiellement local, constituant un accès indispensable à la vallée de la Roya comme l'a montré la fermeture des routes à la suite de la tempête Alex en 2020. Elles empruntent plusieurs ouvrages d'art exceptionnels, dont quatre tunnels hélicoïdaux et de nombreux viaducs.
La ligne de Nice à Digne, qui ne fait pas partie du réseau ferré national et est exploitée par la Régie régionale des transports de Provence-Alpes-Côte d'Azur sous la marque Chemins de fer de Provence (CP), est une ligne à écartement métrique, aux règles d'exploitation spécifiques (nombreux arrêts à la demande par exemple) et à vocation en partie touristique, même si un trafic suburbain existe à proximité de Nice.

## Transport maritime

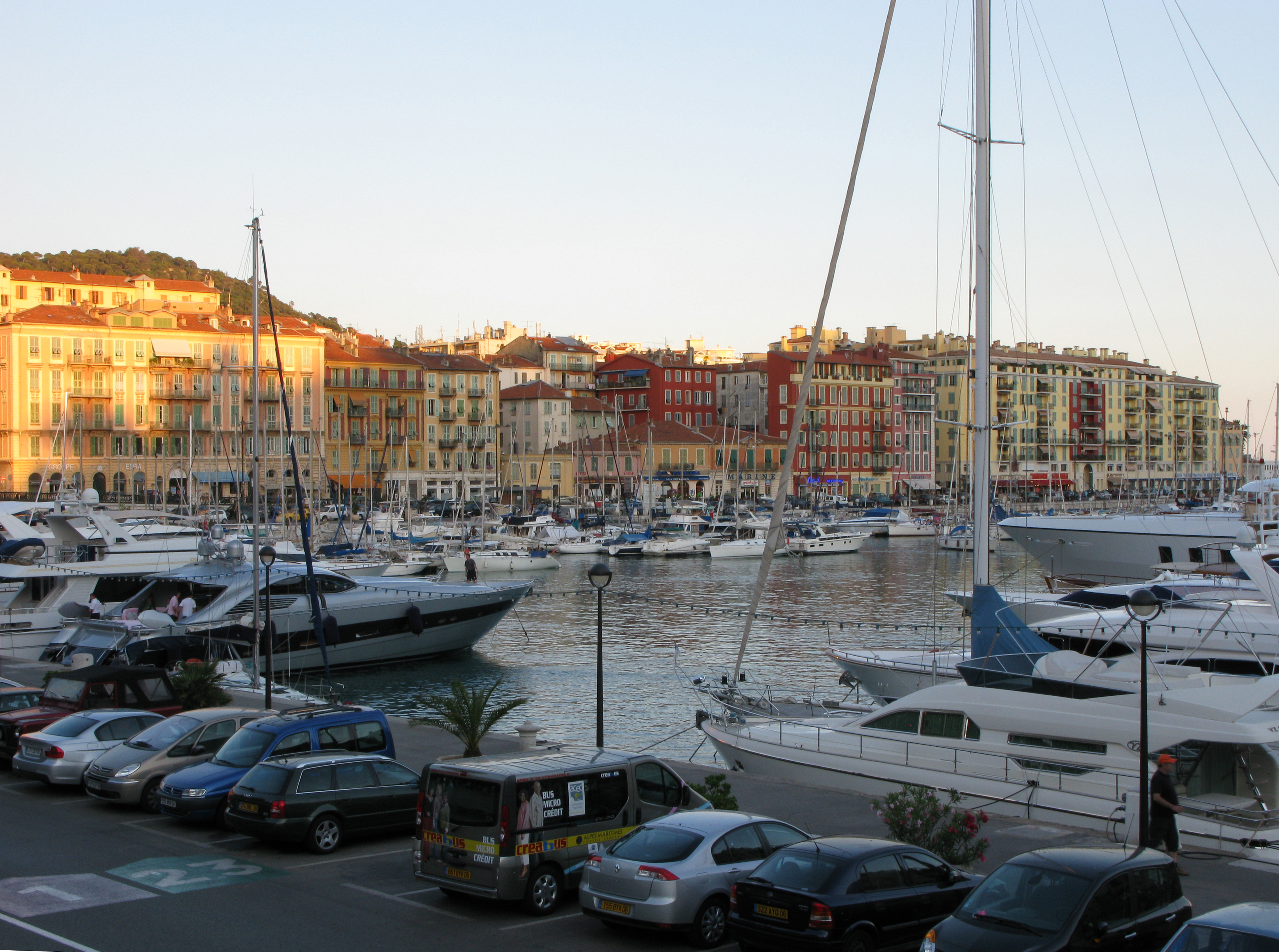
Une partie du port de plaisance du Port Lympia à Nice, en 2008.

Si une activité de transport maritime de fret existe au Port Lympia de Nice (notamment transport de ciment vers la Corse), les ports des Alpes-Maritimes sont avant tout des ports de plaisance (Port Lympia à Nice, Vieux-Port et Port Pierre-Canto à Cannes…) et de transport de passagers (vers la Corse depuis le Port Lympia).

## Transport aérien

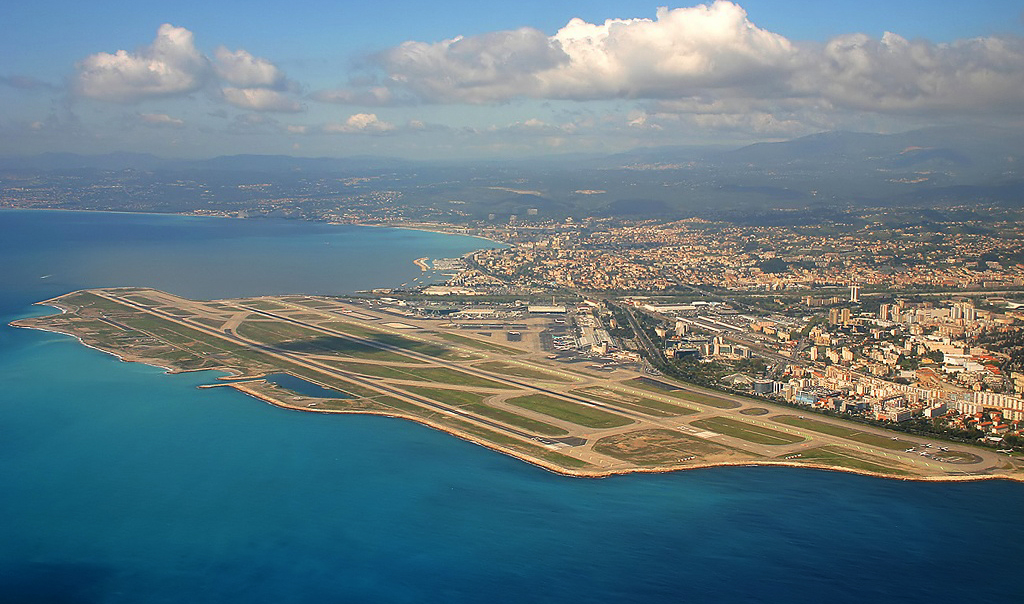
Vue aérienne de l'aéroport de Nice-Côte d'Azur.

L'aéroport de Nice-Côte d'Azur, construit sur une zone partiellement gagnée sur la mer, est le troisième aéroport français et le premier de province par le nombre de passagers, avec 14,5 millions de passagers en 2019. Porte d'entrée aérienne de la Côte d'Azur, destination touristique de premier plan, il est relié par des vols réguliers et directs à plus d'une centaine de destinations, dont une dizaine long-courrier. Il est relié par hélicoptères réguliers à l'héliport de Monaco. Nice-Côte d'Azur est également le deuxième aéroport d'affaires en Europe en 2018.
L'aéroport de Cannes - Mandelieu n'accueille quant à lui pas de vols réguliers commerciaux, mais a une importante activité de vols d'affaires, de tourisme et de loisirs.

## Transports en commun urbains et périurbains

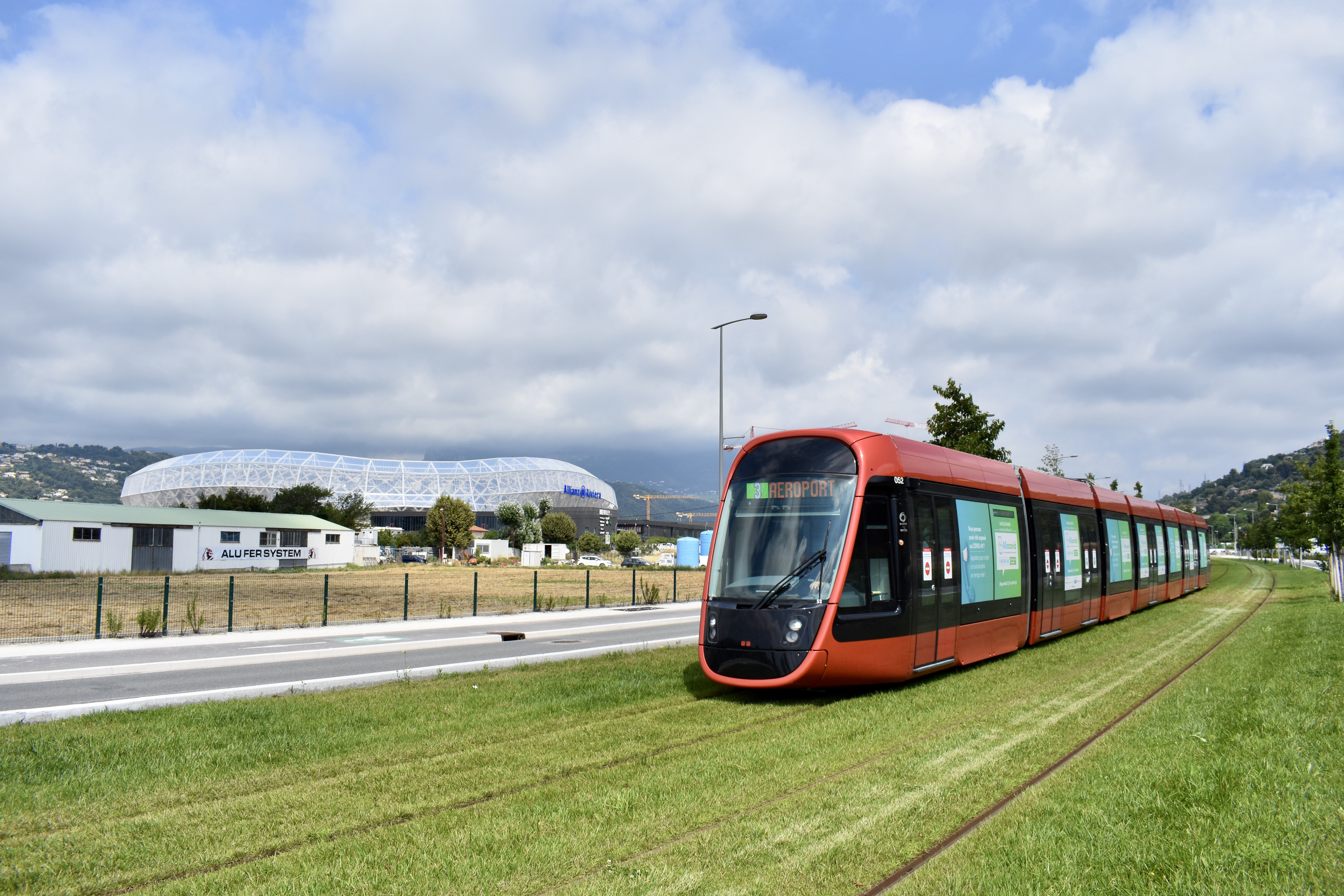
Une rame Alstom Citadis 405 de la ligne 3 du tramway de Nice passe devant le stade Allianz Riviera en 2020.

La métropole Nice Côte d'Azur, la communauté d'agglomération Cannes Pays de Lérins, la communauté d'agglomération Sophia Antipolis, la communauté d'agglomération du Pays de Grasse et la communauté d'agglomération de la Riviera française sont autorités organisatrices de la mobilité sur leur territoire et organisent des services de transport dans leur ressort territorial.
Le réseau Lignes d'Azur de la métropole Nice Côte d'Azur compte trois lignes de tramway et plus de 175 lignes d'autocar et d'autobus (dont certaines dites « à effet tram »). En raison de l'extension spatiale de la métropole, le réseau Lignes d'Azur dessert des communes rurales très éloignées du centre de l'agglomération niçoise ; Saint-Étienne-de-Tinée, à plus de 90 kilomètres et 1 h 45 d'autocar de Nice, est ainsi desservi par le réseau.
Les réseaux Palm Bus (Cannes), Envibus (Antibes), Sillages (Grasse) et Zest (Menton) comptent entre une dizaine et une trentaine de lignes régulières d'autobus ou d'autocars.
Plusieurs réseaux ferroviaires urbains ont desservi le département à la fin du XIXe siècle et pendant une partie du XXe siècle et ont aujourd'hui disparu : le tramway de Nice et du Littoral (1878-1953), le tramway de Cannes (1900-1933), le funiculaire de Nice-Hermitage (1906 à 1943 environ), le funiculaire de Grasse (1909-1938), le funiculaire de Menton-Annonciade (1914 à 1937 environ) et le funiculaire de Super-Cannes (1928-1966).

## Modes actifs
Le département est traversé par plusieurs voies vertes, véloroutes et sentiers de grande randonnée.